# Phasing
Phasing uma é técnica de composição progressiva, popularizada pelo compositor Steve Reich, na qual a mesma peça (uma frase repetitiva) é tocada em dois instrumentos musicais, de forma constante, mas não idênticas. Assim, os dois instrumentos têm uma mudança gradual uníssona, criando primeiro um ligeiro eco um pouco atrás do outro, então a duplicação com cada nota ouvida por duas vezes, em seguida, um efeito complexo de toque, e, eventualmente, voltando pela duplicação e eco em uníssono. Phasing é o equivalente rítmico do ciclismo com a fase de duas ondas como na eliminação. 
Em alguns casos, especialmente performance ao vivo em que a separação gradual é extremamente difícil, o phasing é realizado ao inserir uma nota extra na frase de um dos dois músicos que tocam a mesma frase repetida, mudando assim a fase por uma batida de cada vez, ao invés de forma gradual. Phase é a consequência da sobreposição do mesmo fragmento musical, mas com uma pequena defasagem no tempo. 
Qualquer um pode fazer isso em casa atualmente, basta pegar dois gravadores, colocar a mesma música nos dois e deixar uma reprodução atrasar.